# Gordon R. Sullivan
Gordon Russell Sullivan (Boston, 25 settembre 1937 – 2 gennaio 2024) è stato un generale statunitense, 32° Capo di stato maggiore dell'Esercito degli Stati Uniti e membro dello Stato maggiore congiunto, oltre che Segretario all'Esercito degli Stati Uniti d'America ad interim per un breve periodo.
Dopo essersi ritirato dall'esercito, Sullivan servì come presidente e capo esecutivo dell'Associazione dello United States Army per 18 anni, dal 1998 al 30 giugno 2016. Servì anche come Presidente del Consiglio di amministrazione dell'Università di Norwich fino al 2016. Fu Presidente del Consiglio della Army Historical Foundation e dello Marshall Legacy Institute.

## Biografia

### Primi anni di vita ed educazione
Sullivan nacque a Boston il 25 settembre 1937, e crebbe nella vicina città di Quincy. Fu commissionato come Secondo tenente delle truppe corazzate e ottenne un Bachelor of Arts degree in Storia dall'Università di Norwich nel 1959.
Sullivan conseguì inoltre un Master of Arts degree in Scienza politica dall'Università del New Hampshire. La sua educazione militare professionale incluse la United States Army Armor School in corsi base e avanzati, il Command and General Staff College e l'Army War College.

### Carriera militare
Durante la sua carriera, Sullivan servì come: Comandante assistente della United States Army Armor School a Fort Knox in Kentucky dal novembre 1983 al luglio 1985; Vice-comandante dello United States Army Command and General Staff College a Fort Leavenworth in Kansas dal marzo 1987 al giugno 1988; Comandante generale della 1st Infantry Division (Mechanized) a Fort Riley in Kansas dal giugno 1988 al luglio 1989; Vice-capo di stato maggiore per le operazioni e la pianificazione e Vice-capo di stato maggiore dell'Esercito degli Stati Uniti dal 1990 al 1991. Per i suoi incarichi all'estero trascorse quattro periodi in Europa, due in Vietnam e uno in Corea.
Il suo servizio in uniforme raggiunse il culmine con la nomina a 32° Capo di stato maggiore dell'Esercito degli Stati Uniti, il più alto incarico militare nello United States Army e come membro dello Stato maggiore congiunto. Come capo di stato maggiore dell'Esercito, creò la visione e guidò la squadra formata per effettuare la transizione dell'esercito dalla sua organizzazione durante la Guerra fredda. Nell'agosto 1993, il Presidente degli Stati Uniti Bill Clinton gli assegnò i compiti e le responsabilità di Segretario all'Esercito degli Stati Uniti d'America ad interim, che nel frattempo continuò anche nel suo compito di Capo di stato maggiore dell'Esercito degli Stati Uniti.
Si ritirò dallo United States Army il 31 luglio 1995 dopo più di 36 anni di servizio attivo. Gli venne dedicata la marcia militare "Architect of Victory" in occasione del suo ritiro.

### Carriera post-esercito e tarda vita
Sullivan fu co-autore, con Michael V. Harper dell'opera letteraria "la Speranza non è un metodo" (Random House, 1996), che è una cronaca delle enormi sfide nel trasformare l'Esercito degli Stati Uniti dalla Guerra fredda nell'attuale forma attraverso gli occhi di provati principi di leadership e nell'impegno per valori condivisi.
Sullivan servì anche come Presidente del Consiglio di amministrazione dell'Università di Norwich, della Army Historical Foundation e del Marshall Legacy Institute. Fu anche membro della MITRE Army Advisory Board, della MIT Lincoln Laboratory Advisory Board e della Life Trustee del Woods Hole Oceanographic Institute, nonché Presidente e Ufficiale capo esecutivo dell'Associazione dell'Esercito degli Stati Uniti, acquartierata nella Contea di Arlington in Virginia dal febbraio 1998 al giugno 2016.
Fu anche membro consigliere di cattedra della Spirit of America, una 501(c)(3) organization che supporta la sicurezza e il successo degli americani che servono all'estero e della popolazione locale e dei partner che cercano aiuto.
In riconoscimento alla sua carriera militare e al suo lavoro con l'AUSA, gli fu consegnato il Sylvanus Thayer Award dalla United States Military Academy nel 2003, e l'AUSA General George Catlett Marshall Medal, la più alta onorificenza dell'associazione, nell'ottobre 2016.

### Vita privata
Si sposò nel 1965 con Miriam Gay Loftus e con la quale ebbe tre figli. Rimase vedovo nel 2014. Si sposò in seconde nozze con Lori Boyle Sullivan nel novembre 2017. Visse a Falmouth in Massachusetts ed ebbe dai suoi figli tre nipoti. Morì il 2 gennaio 2024 all'età di 86 anni.

## Nella cultura di massa
Sullivan appare nel libro di Lee Child Il nemico, ambientato nel gennaio 1990, nel cui il protagonista Jack Reacher crede che il Capo di stato maggiore dell'Esercito degli Stati Uniti sia il cuore di una cospirazione che ha causato la morte di tre persone. Reacher quindi si reca al pentagono per affrontare il capo di stato maggiore.
È rivelato che il capo di stato maggiore stia attualmente aiutando Reacher nell'investigazione sulle morti facendo cambiare le personalità chiave nelle installazioni militari negli Stati Uniti e altrove. Sullivan è citato solo nel nome, ma il capo di stato maggiore è descritto nel libro come proveniente dalla divisione corazzata dell'esercito. Il capo di stato maggiore inoltre discute le sfide poste dalla fine della Guerra fredda e la risultante ristrutturazione dell'esercito statunitense.